# Apple Lossless
Apple Lossless är ett filformat för digital musik med samma kvalitet som originalljudspåret (lossless) men som tar betydligt mindre plats (jämför FLAC). Filerna får filändelsen .m4a och tar också mindre plats än musikspår som är lagrade okomprimerat som i exempelvis WAV-formatet.
Formatet fungerar på Apples Ipods, Iphones och i Itunes.